# Reisen-Speicher

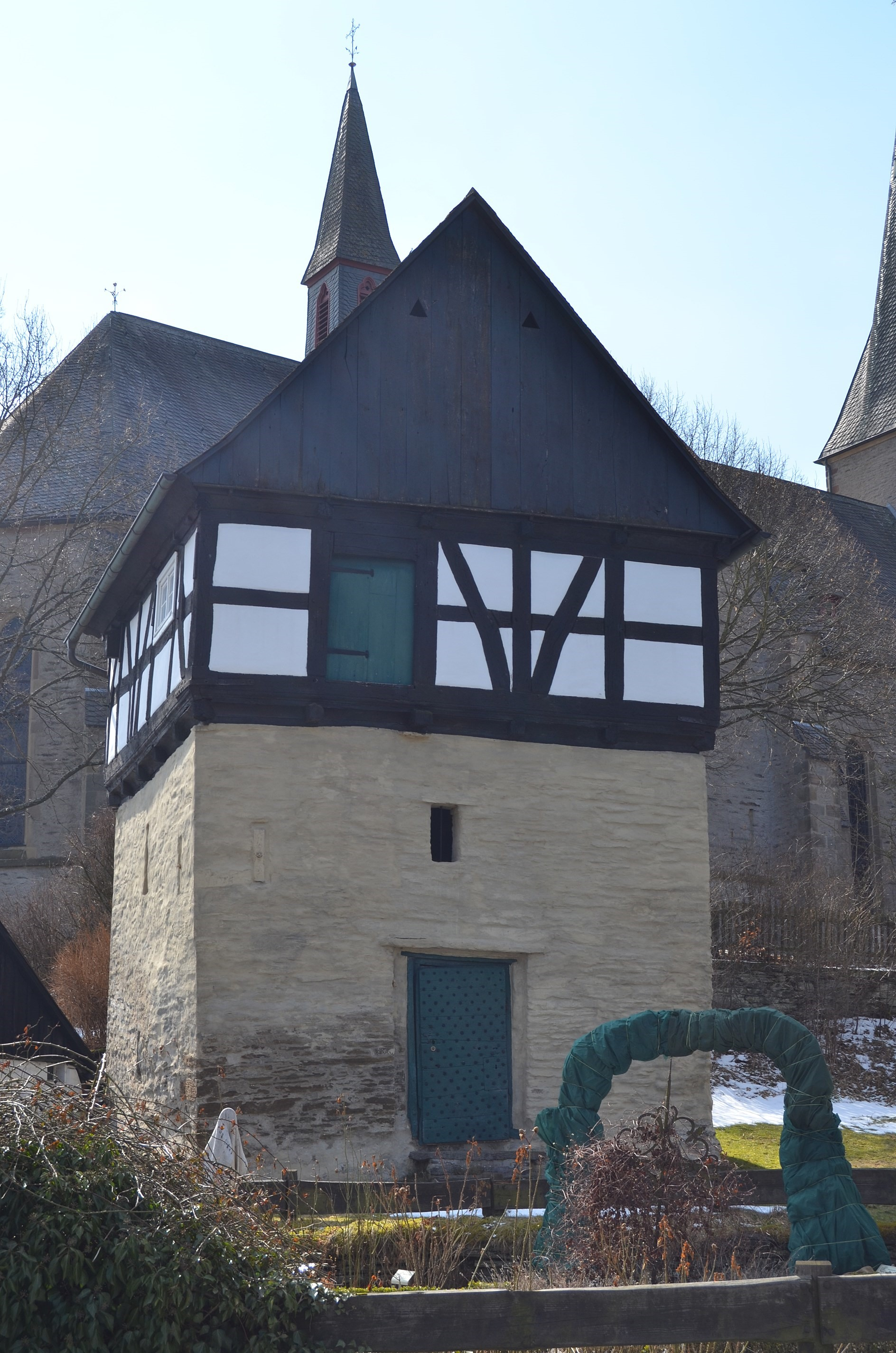
Reisen-Speicher (April 2013)

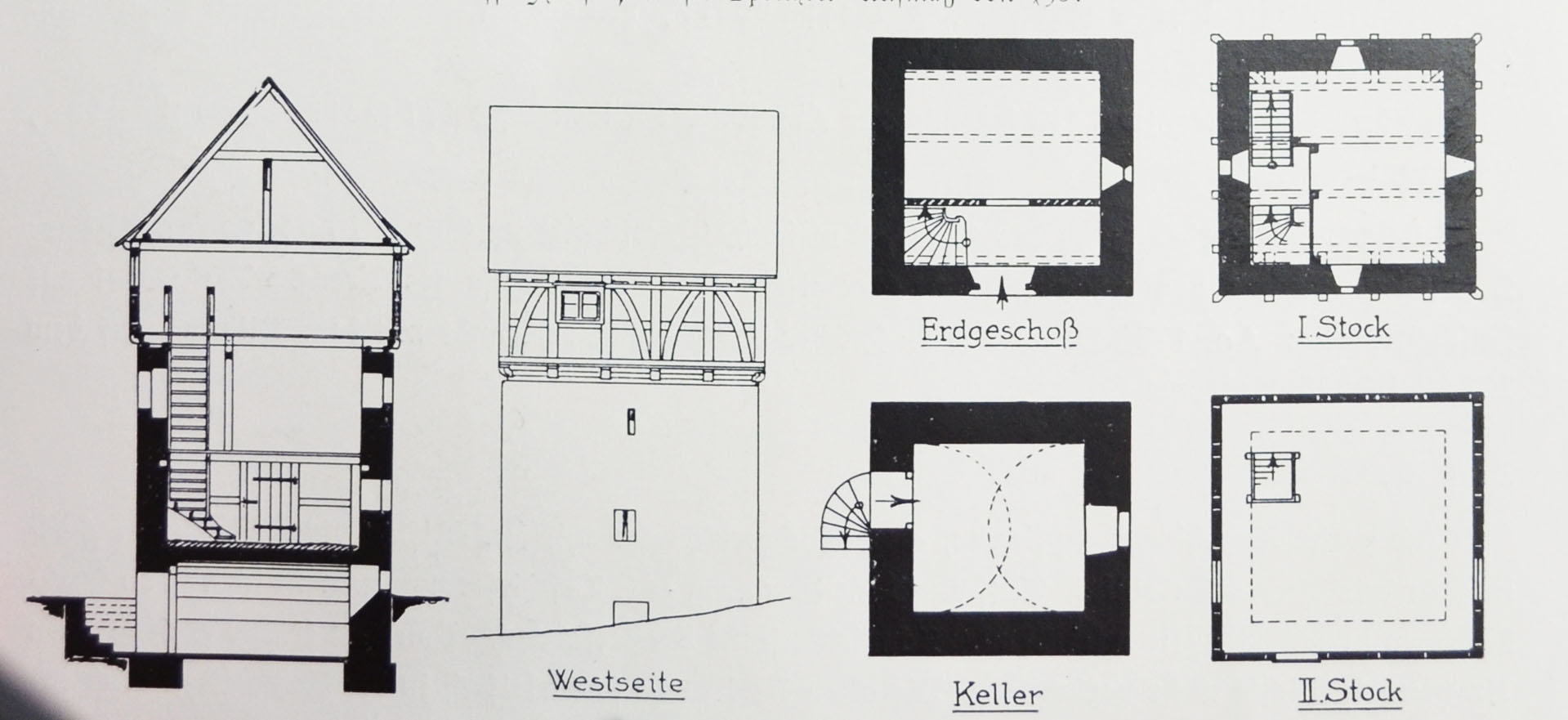
Altes Aufmaß

Der Reisen-Speicher ist ein denkmalgeschütztes Gebäude in Assinghausen, einem Ortsteil der Stadt Olsberg im Hochsauerlandkreis, in Nordrhein-Westfalen.
Er wurde 1556 erbaut, diente als Zehntscheune und ist das älteste Gebäude der Stadt Olsberg. Ursprünglich war der Speicher wohl Teil des Roisen- oder auch Reisenhofes, deren Bewohner die Zehntrechte erworben hatten.
Das Gebäude liegt nördlich der katholischen Pfarrkirche St. Katharina an einem Hang. Es ist ein zweistöckiger, hochaufragender Bruchsteinbau auf fast quadratischen Grundriss über einem tonnengewölbten Keller und einem vorkragenden Fachwerkobergeschoss.